# Superquinn
 (juillet 2008).
Si vous disposez d'ouvrages ou d'articles de référence ou si vous connaissez des sites web de qualité traitant du thème abordé ici, merci de compléter l'article en donnant les références utiles à sa vérifiabilité et en les liant à la section « Notes et références ».

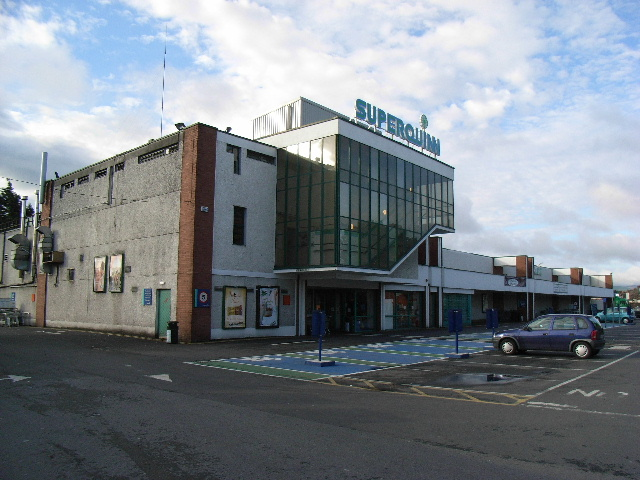
Un magasin à Dublin

Superquinn est une chaîne de supermarché en Irlande. C'est une filiale de Musgrave Group. C'est un des sept supermarchés qui opèrent en Irlande.

## Histoire
La chaîne a été fondée en 1960 sous le nom de Quinn's Supermarkets par Feargal Quinn à Dundalk, dans le Comté de Louth. Le nom a été changé en Superquinn pour la différencier de Quinnsworth, qui a été fondée dans les années 1970. Aussi, le siège social a déménagé à Sutton, près de Dublin. En 1991, le fils de Feargal, Eamonn Quinn est devenu le vice-président de l'entreprise. En 2005, Superquinn a été rachetée par Select Retail Holdings Limited. Suivant cet accord, Simon Burke devient le nouveau président et Feargal Quinn est nommé directeur général. Eamonn Quinn a quitté la compagnie. Après l'achat de la compagnie, le stratégie est beaucoup plus agressive, avec de nouveaux magasins ouverts à Finglas (en), Rathgar, Ranelagh et Ringsend dans le Dublin et à Bray, dans le Comté de Wicklow. 
En 2011, l'entreprise est rachetée par Musgrave Group. Le 13 février 2014, Superquinn disparaît.